# Secret Beyond the Door
Secret Beyond the Door és una pel·lícula de cinema negre i thriller psicològic estatunidenca del 1947 i una actualització moderna del conte Barbablava, dirigida per Fritz Lang, produïda per Diana Productions de Lang i distribuïda per Universal Pictures. La pel·lícula és protagonitzada per Joan Bennett i va ser produïda pel seu marit Walter Wanger. El drama en blanc i negre tracta d'una dona que sospita que el seu nou marit, un arquitecte, planeja matar-la.

## Argument
El comportament de Mark Lamphere, un arquitecte, es torna estrany poc després de la seva lluna de mel amb la núvia Celia, que comença a descobrir que Mark té molts secrets.
Resulta que es va casar abans, la seva dona va morir de manera sospitosa i tenen un fill. També té una secretària ferotgement lleial, la senyoreta Robey, la cara de la qual està desfigurada.
Mark sembla estar una mica il·lusori i podria tenir la intenció d'assassinar Celia dins d'una habitació que manté tancada. La pertorbada senyoreta Robey acaba incendiant la casa, després de la qual cosa Mark es redimeix als ulls de Celia salvant-li la vida.

## Repartiment
- Joan Bennett com a Celia Lamphere
- Michael Redgrave com a Mark Lamphere
- Anne Revere com a Caroline Lamphere
- Barbara O'Neil com a senyoreta Robey
- Natalie Schafer com a Edith Potter
- Paul Cavanagh com a Rick Barrett
- Anabel Shaw com a Subdeb intel·lectual
- Rosa Rey com a Paquita
- James Seay com a Bob Dwight
- Mark Dennis com a David Lamphere

## Estrena
La pel·lícula va registrar una pèrdua d'1.145.000 dòlars.
Secret Beyond the Door es va publicar al Regne Unit en DVD el novembre de 2011 per Exposure Cinema. Olive Films va estrenar la pel·lícula als Estats Units en DVD i Blu-ray el 4 de setembre de 2012.

## Recepció
Quan la pel·lícula es va estrenar per primera vegada, el crític de cinema Bosley Crowther de The New York Times era d'opinions contradictòries: "Si vols ser dur amb això, d'acord, és un fil bastant ximple i és interpretat d'una manera no menys fatuosa pels diversos membres del repartiment. Però el Sr. Lang segueix sent un director que sap convertir allò evident, com ara les portes tancades amb clau i les cambres silencioses i els focus itinerants, en coses estranyes. I és per això que, malgrat totes les seves tonterias psicològiques, aquesta pel·lícula té algunes taques lleugerament esgarrifoses i una mica de semblança ocasional amb Rebecca, que òbviament pretenia imitar." Variety la va qualificar d'artística i gairebé surrealista. Les motivacions dels personatges es van descriure com a vegades tèrboles.
Jonathan Rosenbaum del Chicago Reader va dir que la foscor de la pel·lícula era una fortalesa. Rotten Tomatoes, un agregador de ressenyes, informa que el 54% dels 13 crítics enquestats van donar a la pel·lícula una crítica positiva; la valoració mitjana és de 5,5/10.